# Roger de Oliveira Bernardo
Roger de Oliveira Bernardo (Rio Claro, 10 augustus 1985) - alias Roger - is een Braziliaans Voetballer die zowel als Verdedigende Middenvelder als Centrale Verdediger uit de voeten kan. Hij verruilde in 2012 Energie Cottbus voor FC Ingolstadt 04.

## Clubcarrière
Roger begon met voetballen vlak bij zijn geboorteplaats, bij União São João EC in Araras. Hij vertelde later dat hij bij deze club heeft leren verdedigen.
Op 1 januari 2004 verruilde hij zijn jeugdclub voor Arminia Bielefeld, om vervolgens na een half jaar weer terug te keren naar Brazilië. Hier ging hij spelen bij Santo André. Ook deze club verruilde hij na een half jaar en op 1 januari 2005 begon het met voetballen bij Palmeiras.
Bij Palmeiras tekende Roger een contract voor 3,5 jaar. Echter speelde hij hier maar 1 officiële wedstrijd en werd uitgeleend aan Ponte Preta, Juventude en Guarani FC. Aan het eind van zijn contract bij Palmeiras vertrok hij transfervrij naar Figueirense.
Na zijn periode in Brazilië vertrok Roger opnieuw naar Duitsland. In 2009 ging hij voetballen in de 2. Bundesliga bij Energie Cottbus. In 2012 werd hij, na 3 seizoenen bij Energie Cottbus, overgenomen door FC Ingolstadt. Met Ingolstadt boekte Roger zijn grootste successen, zo werd hij in 2015 kampioen van de 2. Bundesliga en speelde vervolgens nog in de Bundesliga.
In de winterstop van het seizoen 2016/2017 werd bekend dat Roger na zijn aflopende contract terug zou keren naar zijn geboorteland en zou gaan voetballen bij Atlético Mineiro.

## Erelijst
FC Ingolstadt
- 2. Bundesliga

2014/15